# Pezizella pulvinata
Pezizella pulvinata är en lavart som först beskrevs av Petter Adolf Karsten, och fick sitt nu gällande namn av Pier Andrea Saccardo 1889. Pezizella pulvinata ingår i släktet Pezizella och familjen Hyaloscyphaceae.  Utöver nominatformen finns också underarten lignicola.